# Cần Thơ
Can Tho (pronunciación en vietnamita: /[kən˨˩ tʰəː˧˧]/, vietnamita meridional: [kʌŋ˨˩ tʰəː]) es una ciudad localizada al suroeste de Vietnam, siendo así la ciudad más poblada en el delta del río Mekong. Es cabecera del municipio del mismo nombre desde 2004, el cual es controlado por un gobierno central y tiene el mismo nivel que el de una provincia.

## Geografía
El municipio de Can Tho se localiza en el centro del delta del río Mekong, y colinda con las provincias de An Giang por el norte, Dong Thap al noreste, Hau Giang al sur, Kien Giang al oeste, y Vinh Long al este. La ciudad se sitúa en el margen sur del río Hậu Giang, el distributario más importante del delta del Mekong.

## Clima
El clima de Can Tho es tropical, con una temporada lluviosa de mayo a noviembre, durante la cual se presenta el monzón, y otra seca de diciembre a abril. La humedad promedio anual es de 83%, con precipitación anual promedio de 1.635 mm y una temperatura promedio de 27 °C.
| Parámetros climáticos promedio de Can Tho | Parámetros climáticos promedio de Can Tho | Parámetros climáticos promedio de Can Tho | Parámetros climáticos promedio de Can Tho | Parámetros climáticos promedio de Can Tho | Parámetros climáticos promedio de Can Tho | Parámetros climáticos promedio de Can Tho | Parámetros climáticos promedio de Can Tho | Parámetros climáticos promedio de Can Tho | Parámetros climáticos promedio de Can Tho | Parámetros climáticos promedio de Can Tho | Parámetros climáticos promedio de Can Tho | Parámetros climáticos promedio de Can Tho | Parámetros climáticos promedio de Can Tho |
| Mes                                       | Ene.                                      | Feb.                                      | Mar.                                      | Abr.                                      | May.                                      | Jun.                                      | Jul.                                      | Ago.                                      | Sep.                                      | Oct.                                      | Nov.                                      | Dic.                                      | Anual                                     |
| ----------------------------------------- | ----------------------------------------- | ----------------------------------------- | ----------------------------------------- | ----------------------------------------- | ----------------------------------------- | ----------------------------------------- | ----------------------------------------- | ----------------------------------------- | ----------------------------------------- | ----------------------------------------- | ----------------------------------------- | ----------------------------------------- | ----------------------------------------- |
| Temp. máx. media (°C)                     | 26.1                                      | 26.5                                      | 30.1                                      | 33.2                                      | 33.3                                      | 33.6                                      | 36.1                                      | 36                                        | 35.6                                      | 31.8                                      | 28.1                                      | 27.5                                      | 31.5                                      |
| Temp. media (°C)                          | 24                                        | 24.7                                      | 27.5                                      | 30.9                                      | 28.4                                      | 29.6                                      | 30.1                                      | 30                                        | 28.9                                      | 25.1                                      | 25.9                                      | 24.5                                      | 27.5                                      |
| Temp. mín. media (°C)                     | 21                                        | 21.2                                      | 23.1                                      | 24.1                                      | 25                                        | 25.6                                      | 26.5                                      | 26                                        | 24.8                                      | 23                                        | 22.2                                      | 21.8                                      | 23.7                                      |
| Precipitación total (mm)                  | 18                                        | 16                                        | 39                                        | 81                                        | 144                                       | 216                                       | 259                                       | 301                                       | 286                                       | 266                                       | 106                                       | 36                                        | 1768                                      |
| Días de lluvias (≥ 0.1 mm)                | 5                                         | 3                                         | 5                                         | 10                                        | 16                                        | 19                                        | 21                                        | 25                                        | 25                                        | 23                                        | 17                                        | 9                                         | 178                                       |
| Horas de sol                              | 159                                       | 151                                       | 244                                       | 318                                       | 336                                       | 225                                       | 216                                       | 200                                       | 199                                       | 175                                       | 181                                       | 169                                       | 2573                                      |
| [cita requerida]                          |                                           |                                           |                                           |                                           |                                           |                                           |                                           |                                           |                                           |                                           |                                           |                                           |                                           |

## Demografía
| Gráfica de evolución de Cần Thơ entre 1954 y 2022 |
|                                                   |

## Turismo

### Atractivos turísticos
Cần Thơ, en el delta del Mekong, ofrece varios atractivos turísticos únicos. Uno de los más destacados es el Chợ nổi Cái Răng, uno de los mercados flotantes más famosos de la región. Este mercado es ideal para los visitantes que desean experimentar el comercio local en bote y probar la comida típica, como frutas frescas y productos artesanales.
Además, los turistas pueden visitar huertos de frutas tropicales, donde pueden recolectar y degustar frutas como mangos, durian y más. Los huertos permiten una experiencia auténtica y directa con la agricultura local.
Otro lugar popular es la Casa antigua de Bình Thủy, un edificio histórico de arquitectura colonial francesa que atrae a numerosos turistas debido a su belleza arquitectónica y su relevancia cultural.

### Actividades turísticas
Cần Thơ ofrece una variedad de actividades turísticas para los visitantes. El turismo ecológico es muy popular, con paseos en bote por los canales y el delta del Mekong, donde los viajeros pueden explorar la naturaleza exuberante y tranquila de la región.
En cuanto al turismo cultural, los visitantes pueden participar en la fabricación de productos locales, como el famoso dulce de coco o las artesanías tradicionales, lo que les permite conocer más sobre las costumbres y la cultura de los habitantes locales.

### Festividades y eventos
El evento destacado es el Festival de frutas, que se celebra anualmente para mostrar la abundancia de frutas locales y sus variedades. Durante este festival, los turistas pueden disfrutar de degustaciones y participar en diversas actividades relacionadas con la cosecha de frutas.

### Comida local
La comida en Cần Thơ es un atractivo importante para los turistas. Los platos más representativos incluyen el bánh xèo, un tipo de crepe vietnamita relleno con carne y mariscos, y el lẩu mắm, una sopa de pescado fermentado, que es un platillo tradicional del delta del Mekong.

### Consejos de viaje
La mejor época para visitar Cần Thơ es durante la temporada seca, que va de noviembre a abril, cuando el clima es cálido y agradable, ideal para disfrutar de actividades al aire libre y explorar la región en su máximo esplendor.

## Transporte

### Vía aérea
Además, la ciudad de Cần Thơ cuenta con el Aeropuerto Internacional de Cần Thơ, el aeropuerto más grande de la región del delta del río Mekong, que ya ha comenzado oficialmente sus operaciones comerciales en rutas nacionales.

## Historia
Cần Thơ fue fundada en 1739 y ha experimentado un crecimiento significativo a lo largo de los siglos, convirtiéndose en un importante centro comercial y cultural en el delta del Mekong.